# Take One
Albums de Susanne Sundfør
Susanne Sundfør
(2007) The Brothel
(2010)
Take One est le second album de l'artiste norvégienne Susanne Sundfør.

## Conception et réception
Encouragée par la bonne réception critique et commerciale de son premier album, Sundfør réenregistra les titres figurant sur ce dernier (à l'exception de Morocco) dans des versions épurées (piano et chant ou guitare et chant).
Malgré des retours positifs de la part des médias,,, qui saluèrent l'honnêteté de cette démarche artistique, Take One ne se vendit pas aussi bien que son prédécesseur, ne restant classé qu'une seule semaine dans le Top 40 norvégien avec une 32e place.
Comme son nom l'indique Take One (« première prise », en anglais) a été enregistré en une seule prise. Il s'agit donc, techniquement parlant, d'un premier album live pour Susanne Sundfør. 

## Liste des chansons
| No  | Titre                     | Durée |
| --- | ------------------------- | ----- |
| 1.  | I Resign                  | 4:00  |
| 2.  | The Waves (instrumental)  | 1:59  |
| 3.  | Dear John,                | 3:35  |
| 4.  | Interlude (instrumental)  | 2:22  |
| 5.  | Moments                   | 4:20  |
| 6.  | Gravity                   | 4:35  |
| 7.  | Walls                     | 4:13  |
| 8.  | Torn To Pieces (On Roses) | 3:56  |
| 9.  | The Dance                 | 3:40  |
| 10. | Day Of The Titans         | 4:44  |
| 11. | After You Left            | 2:13  |